# Martin nad Žitavou
Martin nad Žitavou es un municipio del distrito de Zlaté Moravce en la región de Nitra, Eslovaquia, con una población estimada a final del año 2024 de 583 habitantes.
Se encuentra ubicado al noreste de la región, a unos 120 km al este de Bratislava, cerca de la frontera con las regiones de Banská Bystrica y Trenčín.

## Demografía
| Año        | 1994 | 2004    | 2014    | 2024     |
| ---------- | ---- | ------- | ------- | -------- |
| Población  | 503  | 532     | 527     | 583      |
| Diferencia |      | +5,76 % | −0,93 % | +10,62 % |

| Año        | 2023 | 2024    |
| ---------- | ---- | ------- |
| Población  | 568  | 583     |
| Diferencia |      | +2,64 % |